# Aranystandard
Aranystandard (gold standard) rendszernek azt a nemzetközi monetáris, vagyis pénz-, illetve valutarendszert nevezzük, melyben az ország valutájának értéke törvény által meghatározott módon megegyezik az arany egy rögzített mennyiségével. Valamennyi részt vevő állam meghatározta saját nemzeti valutájának aranytartalmát (aranyra vonatkoztatott relatív „vásárlóerejét”), ezáltal a nemzeti valuták egymásra való átválthatóságát, konvertibilitását és a rögzített valutaárfolyamokat az aranypénz szabályai szerint biztosították. Ez a rendszerben hosszú távon árstabilitást eredményezett, ugyanakkor a kormányzatoknak kicsi volt a mozgástere monetáris politikájukban. A központi bankok garantálták valutájuk korlátlan mértékű aranyra válthatóságát, a nemzetközi pénz- és tőkemozgások teljesen liberalizáltak voltak. Az aranyhoz rögzített valuták esetén állandó az átváltási árfolyam, feltételezve, hogy minden egyes bankjegy mögött áll fenn fedezet.

## Az aranyparitás
Aranyparitásnak (mint parity-nek), vagyis nemesfémtartalom-egyenértékűségnek nevezzük a valutaárfolyamok aranytartalom által történő meghatározódását. Az egyes nemzeti valuták egymáshoz viszonyított értéke (árfolyama) csak elvileg, illetve meglehetősen kivételes esetekben felelhetett volna meg pontosan az aranyparitásnak. Ilyen kivételes eset lenne, ha a külföldi valuta iránti hazai kereslet (amely importcikkek vásárlásával, a saját állampolgárok mint turisták külföldi költekezéseivel vagy hazai vállalatok külföldi tőkeberuházásaival stb. lehet kapcsolatban) pontosan megegyezne a szóban forgó idegen valuta kínálatával (amely viszont az illető országba irányuló exporttal, az onnan érkező turisták költekezéseivel vagy az onnan beáramló külföldi tőkebefektetésekkel  stb. lehet összefüggésben), illetve ha nem merültek volna fel szállítási és egyéb költségek a valuták fedezetéül szolgáló arany egyik országból a másikba való átvitele során.

## Az aranypont rendszer
Az aranypont rendszer mechanizmusa megmutatja, hogy mikor éri meg aranyban, illetve készpénzben fizetni.
Alsó aranypontnak (gold import point, behozatali aranypont) nevezzük az aranyparitástól az árfolyameltérésnek azt az alsó határát, amely alatt már aranyimportra kerülne sor (e felett jobban megéri az aranyat külföldön megvenni, importálni és itthon hazai valutára átváltani) és amelyet az aranyparitásnak és a külföldi valuta egységének egyenértékű aranymennyiség szállítási költségének a különbözete ad meg.
Felső aranypontnak (gold export point, kiviteli aranypont) az árfolyameltérésnek azt a felső határát nevezzük, amelyen túl (az áruimport ellenértékének kifizetése céljából) már aranyexportra kerülne sor (külföldön már érdemes arannyal fizetni saját valutánk helyett), és amelyet az aranyparitásnak és a külföldi valuta egységével egyenértékű aranymennyiség szállítási költségének az összege ad meg.

## Az aranystandard története

### A kezdetek
Az aranystandard rendszer elfogadása fokozatosan történt, sok történész között még vita folyik arról, hogy mikortól is számítjuk valójában az igazi aranystandard rendszert. A Bank of England 1694-es megalakulását követően 1696/7-ben megindult a gépesített pénzverés (The Great Recoinage) Angliában. A korábban kézzel vert ezüstpénzek fokozatosan kiszorultak a forgalomból a géppel vert aranypénzek javára, és ez elősegítette egy nem hivatalos aranystandard rendszer kialakulását. 1717-ben Sir Isaac Newton az angol pénzverde igazgatójaként az ezüstöt leértékelte az arannyal szemben, Nagy-Britanniát szintén egy nem-hivatalos aranyalapú rendszer alá helyezve.  Az aranystandard rendszert definíciója szerint vizsgálva, nem beszélhetünk igazi aranystandardról a 18. században, hiszen a törvényes fizetőeszköz mögött nemcsak egyetlen nemesfém állt, a valuta esetenként nem volt aranyra váltható, illetve nem állt mögötte törvényes fedezet.
Az egyes országoknál az aranystandardhoz való csatlakozás időpontja megmutatja a csatlakozás és az aranystandard rendszer fenntartásának jelentőségét az adott országok számára.  A rendszer központi országai – Nagy Britannia a klasszikus aranystandard rendszerben és az USA a két háború között – nélkülözhetetlenek voltak az aranystandard terjedéséhez és működéséhez. Más magállamokkal együtt – Nagy-Britanniával, Franciaországgal és a klasszikus korszakban az Egyesült Államokkal – nagy hatással voltak a többi ország csatlakozására, különösen igaz ez a brit gyarmatokra és domíniumokra, nyugat-európai országokra és Svédországra.
Németországban rögzítették az arany árfolyamát először 1871-ben a francia-porosz háború után. Az aranystandard rendszerhez a legtöbb ország még az 1870-es években csatlakozott. Az Egyesült Államok a bimetallisztikus rendszerről (melyben a pénzegység értéke aranyban és ezüstben is megadható) egy de facto aranystandard rendszerre tért át 1834-ben, majd 1900-ban jogilag is rögzítették a változást azáltal, hogy a Kongresszus elfogadta az aranystandard törvényt. A kulcsvaluta azonban nem annyira a dollár volt, mint inkább az angol font, aminek oka a nagy és kiterjedt gyarmati rendszerben rejlik.

### 1880-1914: A klasszikus aranystandard rendszer
Az 1880 és 1914 közé eső periódust nevezzük klasszikus („classical”, „international”) aranystandard rendszernek, ahol az aranyvaluta rendszer nemzetgazdaságokat átfogó világgazdasági rendszerként funkcionált. Ebben az időszakban az országok nagyobb része (változó mértékben) az aranyhoz volt kötve, illetve korábban nem látott gazdasági növekedés vált jellemzővé az áruk, a munka és a tőke viszonylag szabad kereskedelmével.

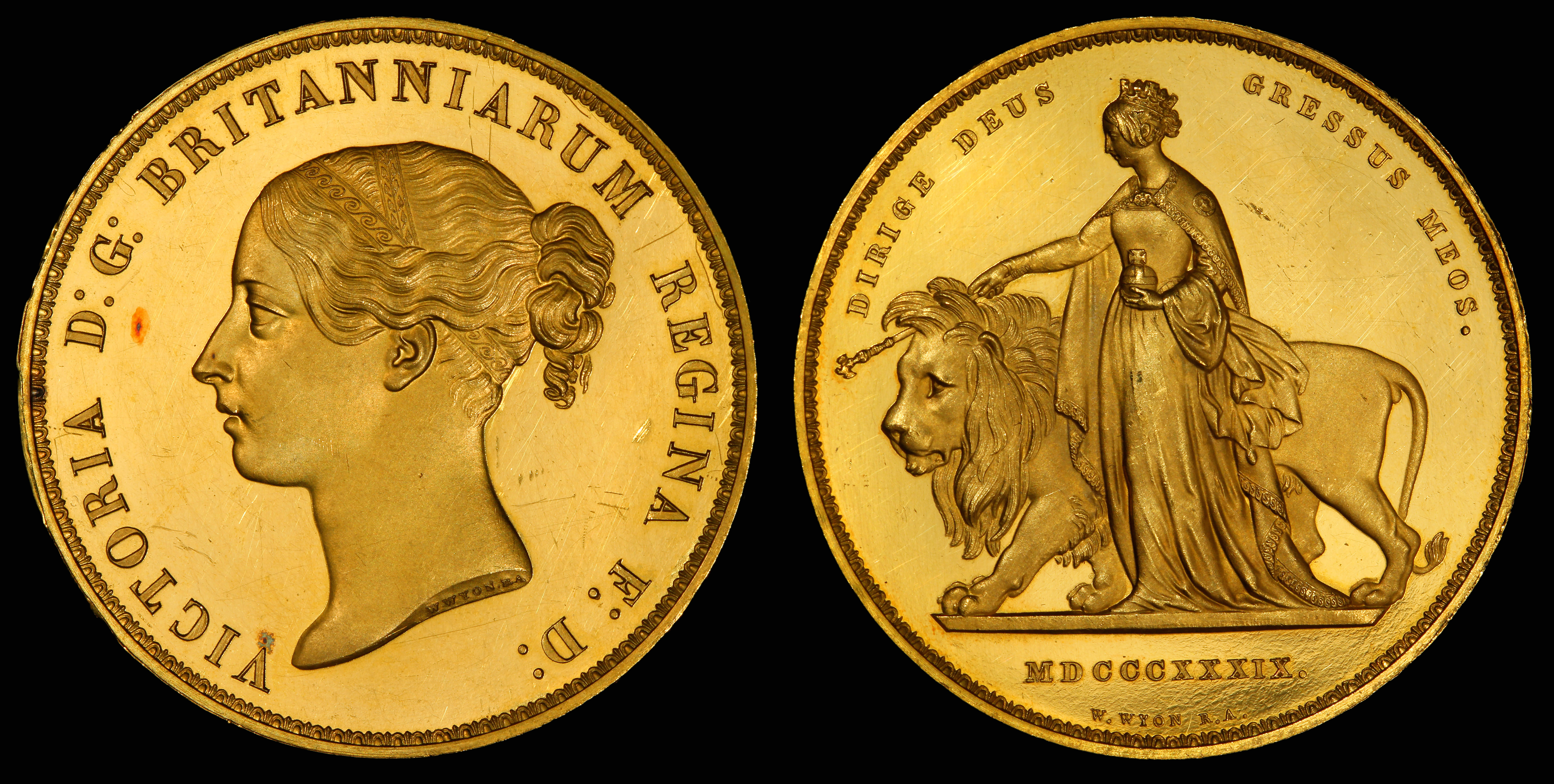
Brit 5 sovereign (arany font sterling) érme Viktória királynő portréjával (1839).  Átmérője: 40 mm, súlya 37.8 gramm, aranytartalomː 91,7 %.
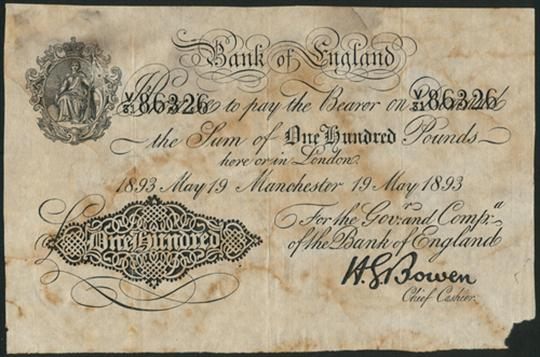
A Bank of England aranyérmére váltható 100 font sterlinges bankjegye (1893).
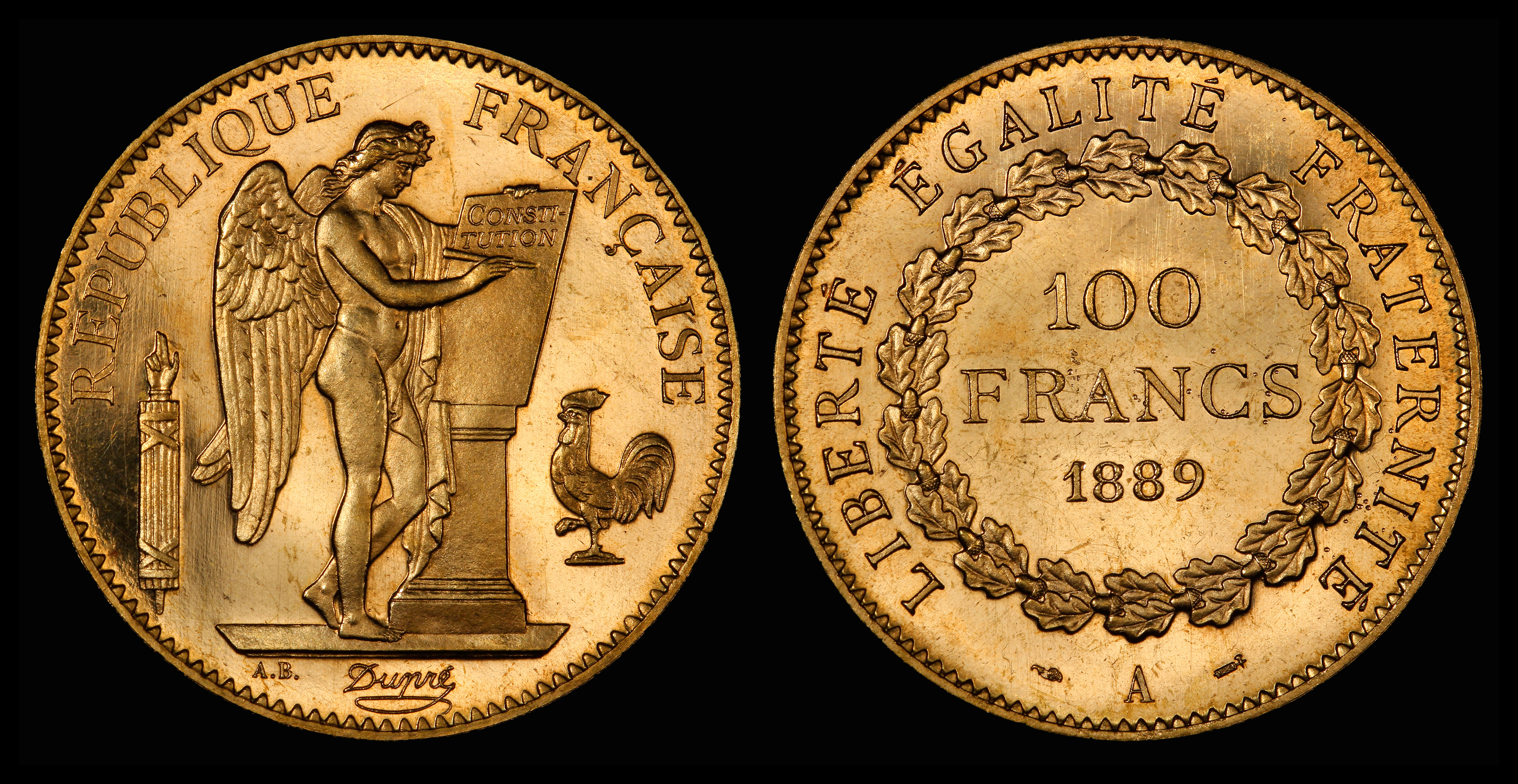
Francia 100 frankos aranyérme (1889).
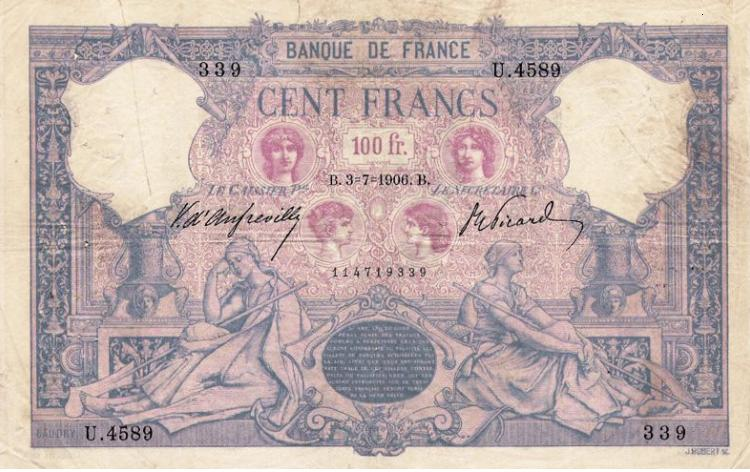
Aranyérmére váltható 100 frankos francia bankjegy (1906).
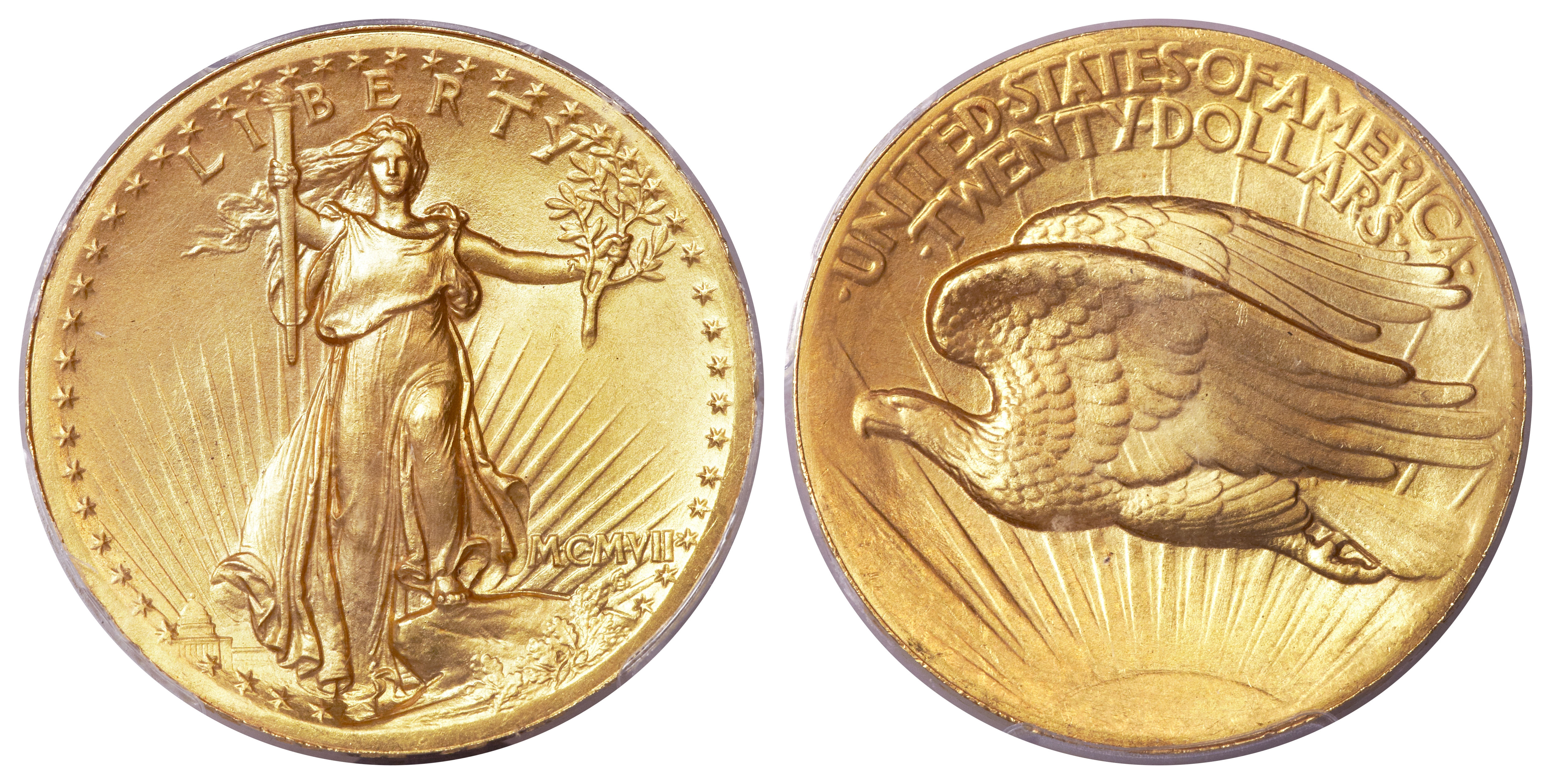
Az Egyesült Államok arany 20 dolláros érméje (1907). Átmérőː 34,1 mm, súlyː 33,431 gramm, aranytartalomː 90 %
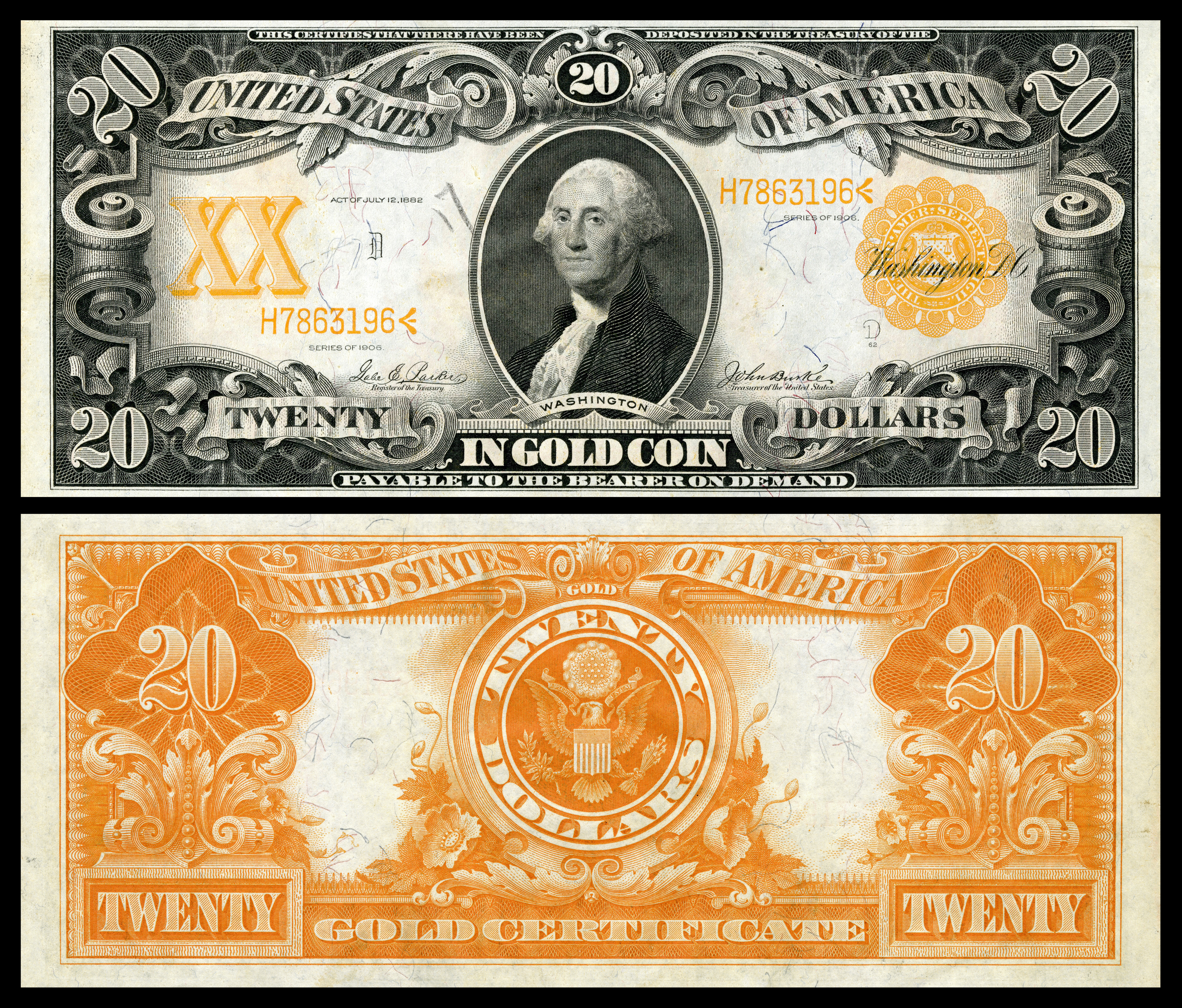
Az Egyesült Államok 20 dolláros, aranyérmére váltható Gold Certificate pénzjegye (1906).

### A klasszikus aranystandard rendszer vége
1914-ig az Egyesült Államok, és a legtöbb európai ország a klasszikus aranystandard rendszer szerint működött, ami éppen hanyatlása előtt, 1913-ban volt a csúcsán. 1914-ben a Bank of England felfüggesztette az aranystandard használatát, és bár a konvertibilitás jogilag nem volt felfüggesztve, morális rábeszéléssel, jogi gyakorlattal és szabályozással ugyanazt érték el. Az első világháború kitörésekor a kormányok limitálták az arany szabad áramlását és sok érmét vontak be, főleg Nagy-Britanniában és Franciaországban. Habár hivatalosan nem függesztették fel az aranyalapú rendszert, gyakorlati értelemben az mégis megszűnt.  Az Egyesült Államok után Franciaország, Németország, Belgium és Olaszország hagytak fel az aranystandard rendszerrel. A bankjegyek ezzel elvesztették árupénz jellegüket és hitelpénzzé váltak. A kormányok így akarták finanszírozni a háború költségeit, a katonai költségvetési hiányt.

### 1914-1918: az első világháború idején
Az első világháború szétzilálta az aranyalapú valutarendszert. A hadikiadások fedezetlen pénzkibocsátásba és államadósságba hajszolták az államokat. A hadviselő országok importjukért jelentős részben arannyal fizettek. A háború finanszírozásához egyre nagyobb mértékű és egyre kevesebb nemesfémfedezettel rendelkező papírpénz kibocsátást alkalmaztak. Különösen a vesztes országok készletei csökkentek, az Osztrák–Magyar Monarchiáé gyakorlatilag megszűnt. Az európai bankok a háború alatt a pénzhelyettesítők aranyra váltását felfüggesztették. Belföldön az arany a kincsképzés eszközévé vált, eltűnt a pénzforgalomból.

### 1918 és 1939 közötti időszak: két háború közti aranystandard

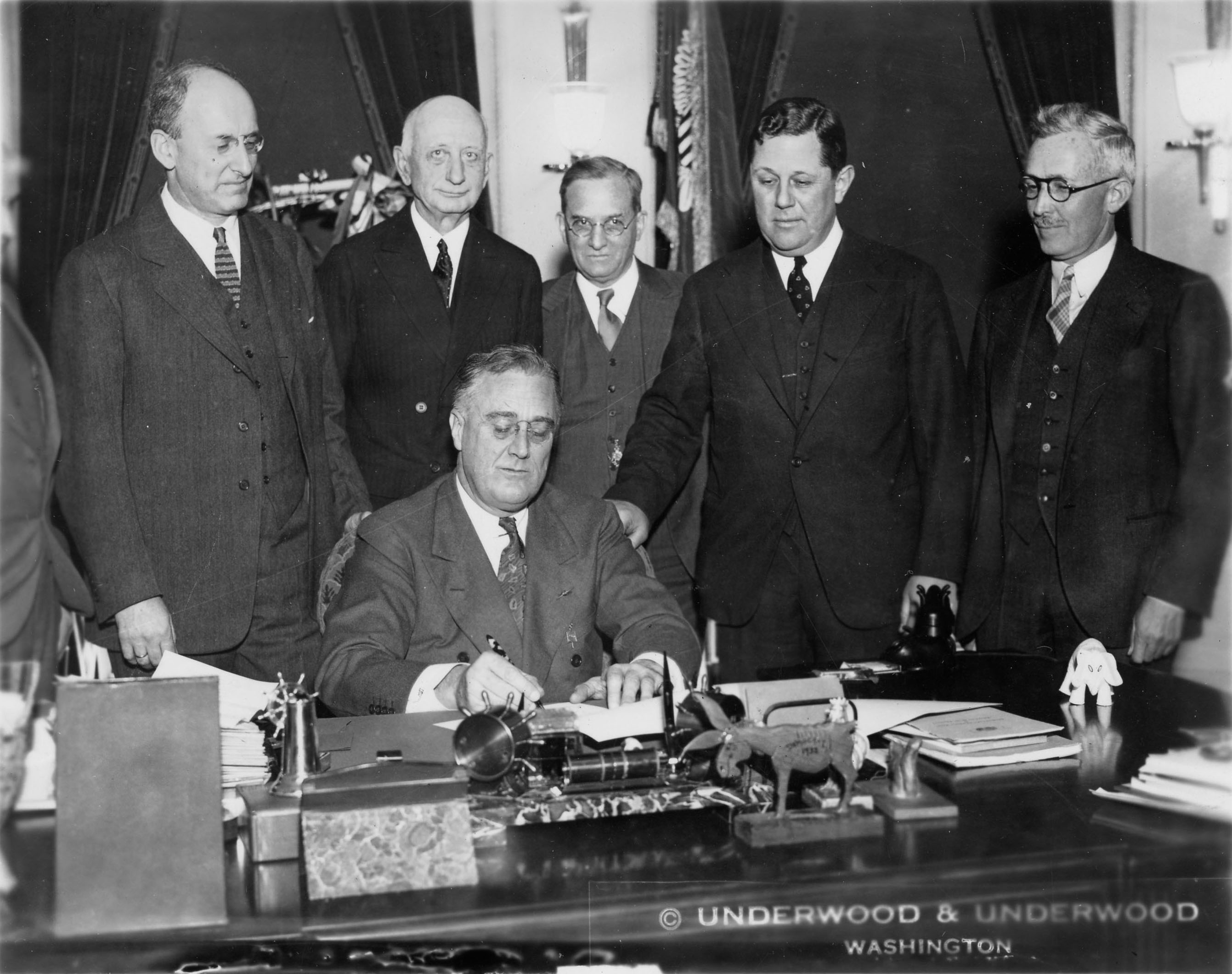
Roosevelt elnök aláírja az aranystandard megszüntetéséről szóló törvényt (1934)

Az első világháború után a győztes államok igyekeztek visszaállítani a korábbi pénzrendszert, helyreállítani a megingott bizalmat, és visszaállítani az aranyalapot. A visszatérés vagy egyáltalán nem sikerült, vagy csak részben valósult meg. (Magyarországon a XX. század mindhárom valutarendszere: a korona, a pengő és a forint elvben aranyalapú valuta volt, az aranystandard működésének azonban csak az 1914 előtti korona felelt meg.) 
Ez az új rendszer azonban már nem működött olyan stabilan, mint elődje. Az aranystandard visszaállításával megpróbálták létrehozni egy, a korábbihoz hasonló rendszert, ez azonban csak késleltette az aranystandard rendszer végső válságát. A két világháború között sikertelen visszatérésnek a fő oka az 1929–33-as világválságban keresendő. Az aranystandard fenntartására irányuló törekvések csak súlyosbították a deflációt és ezzel a válságot. Az aranystandardra való visszatérést gátolta az arany korlátozott mennyisége is. Az Egyesült Államok látványosan visszafogta külföldi hitelezéseit, illetve befektetéseit. Ez számos országot arra kényszerített, hogy valutáját leértékeléssel vagy árfolyamellenőrzés-bevezetésével védje, és ezáltal kezelni tudja a rövid lejáratú források hirtelen felmondásait, visszavonásait.

### 1946 és 1971 közötti időszak: a Bretton Woods-i időszak – az aranydeviza-standard rendszer
1946 és 1971 között az országok a Bretton Woods-i rendszer szerint működtek. Az amerikai javaslatnak megfelelően, és amerikai felügyelet alatt létrehozták az aranydeviza-rendszert. Ennek lényege az volt, hogy az USA garantálta a dollár aranyra való korlátlan átválthatóságát, mégpedig rögzített árfolyamon, míg a többi állam a dollárhoz (így közvetve az aranyhoz is) köti nemzeti valutájának értékét. A dollár intervenciós sávja plusz, mínusz egy százalék volt, ha az árfolyam kilépett a sávból, akkor az országok intervenciót alkalmazhattak. Amíg a fejlett ország valutái vissza nem nyerték (egymással és a dollárral szemben) teljes konvertibilitásukat, vagyis nagyjából az ötvenes évek végéig gyakorlatilag az USA-dollár volt az egyetlen intervenciós valuta, azaz voltaképp egyfajta „arany-dollár standard” volt érvényben.
Az aranydeviza-rendszer tehát többé-kevésbé rögzített, de kiigazítható (vagyis úgynevezett „kiigazíthatóan rögzített”, „adjustable peg”) árfolyamrendszer volt, amely megengedte, sőt megkívánta alapvető egyensúlytalanságok keletkezése esetén az árfolyamok módosítását. A gyakorlatban azonban a kormányok meglehetősen vonakodtak le- vagy felértékelni nemzeti valutájukat, hacsak kifejezetten rá nem kényszerültek előbb-utóbb arra. Ez megfosztotta a Bretton Woods-i árfolyamrendszert annak tervezett és remélt rugalmasságától és a fizetési mérlegek „kiigazítására” felhasználható, illetve hivatott szerepétől. Ezen felül tág teret biztosított a spekulációs pénzmozgásoknak, amelyek az árfolyamváltozásokra vonatkozó várakozásokhoz fűződtek. Az ilyen destabilizáló, ún. „forró pénz”- mozgások maguk is hozzájárultak azután az aranydeviza-rendszer összeomlásához.
A központi bankok aranytartalékai csökkenni kezdtek, az USA krónikus fizetési mérleg hiánya aláásta a dollárba vetett bizalmat, ráadásul az országok az árfolyamokat nem tudták a korábbiakhoz képest befolyásolni. Végül 1971-ben a további nagyarányú dollárkiáramlások megfékezésére az USA kormánya felfüggesztette a dollár aranyra való átválthatóságát, ezt követően felemelték az arany árát, ami gyakorlatilag a dollár leértékelését jelentette.  Az átválthatóság megszüntetésének hírére a legtöbb ország áttért a saját valutájának szabad lebegtetésére.

## Hátrányok
- A hosszú távú árstabilitás rövid távon instabillá tette az árakat, mivel az aranyrendszer idején az államok szűk mozgástere monetáris politikájukban a gazdaságok sebezhetőségét okozta a pénzügyi válságokkal szemben.
- Az érméken feltüntetett (gyakran súlyegységben, pl. fontban kifejezett) értéknek a tényleges aranysúly – vagy a karátokban mért minőség – nem feltétlenül felelt meg.[1]
- Az újonnan felfedezett aranylelőhelyek hírei bizonytalanságot vittek a rendszerbe, mindezek mellett a részt vevő országok nem mindig tartották be a megállapodást, és monetáris politikájuktól függően időnként letértek az aranystandard rendszerről.[7]
- Az országok vagyona, és gazdaságának mérete az aranykészletüktől függött, és nem az emberek, illetve üzleti tevékenységek, vállalkozások találékonyságán. Ez a jelentős aranybányával rendelkező Egyesült Államoknak, Kanadának, Ausztráliának és számos fejlődő országnak jelentett előnyt.
- Az aranystandard rendszerben az államok gyakran váltak az arany megtartásának megszállottjává, ahelyett, hogy üzleti környezetüket fejlesztették volna.
- Az aranytartalékok megóvására tett kormányzati tevékenységek a gazdaság erőteljes hullámzását okozták. Így valójában négy erőteljes gazdasági recesszióról beszélhetünk 1890 és 1905 között, amikor az aranystandard rendszert gyakorlatilag az Egyesült Államok jelentette.[8]

## Előnyök
- A rendszer nagy előnye az volt, hogy hosszú távon árstabilitást eredményezett. Míg az éves átlagos inflációs ráta 1880 és 1914 között 0,1% volt, addig ez az átlagérték 1946 és 2003 között 4,1%.
- Az aranystandard rendszer stabilitást vitt a nemzetközi elszámolásokba, és hozzájárult a nemzetközi gazdasági kapcsolatok bővüléséhez.  Ezt garantálta a nemzeti valuták egymásra való átválthatósága, konvertibilitása és az aranyhoz rögzített árfolyammal az állandó átváltási valutaárfolyam.[1]
- Az uralkodó, illetve az állam által kibocsátott aranypénzek közötti átváltásra vagy egyáltalán nem volt szükség, vagy az átváltási arány (az „árfolyam”) eleve adott volt a különféle aranypénzek tényleges súlyának aránya által.[1]
- A klasszikus aranystandard idején a kormányok csak annyi pénzt tudtak előállítani, amekkora fedezetük aranyban volt. Ez hátráltatta az inflációt, a költségvetési deficit kialakulását, és az eladósodást. A deficittel rendelkező országok a tartalékaikból vontak el aranyat, hogy hitelezőiket ki tudják fizetni.[8]
- A produktívabb nemzetek azáltal, hogy több terméket exportáltak, több aranyat halmoztak fel, amit befektetésekre tudtak fordítani, illetve jövedelmező vállalkozásaikat tudták növelni.[8]

## Kapcsolódó szócikk
- A pénz története